# Make It Funky
"Make It Funky" é uma jam session gravada por James Brown com os The J.B.'s. Foi lançada em single de duas partes em 1971, e que alcançou o número 1 da parada R&B americana e número 22 da parada Pop. A canção tem os membros da banda entoando o título da canção e uma proeminente parte de órgão tocada pelo próprio Brown. Bobby Byrd também contribui com vocais e uma introdução falada. Brown gravou uma continuação da canção, chamada "My Part/Make It Funky", que foi lançada como single de duas partes ainda em 1971 e alcançou o número 68 da parada R&B. As Partes 1 e 2 de "Make It Funky" foram incluídas na compilação Soul Classics, enquanto as Partes 3 e 4 aparecem no álbum Get on the Good Foot.
Versões ao vivo de "Make It Funky" aparecem nos álbuns Revolution of the Mind: Live at the Apollo, Volume III e Live at the Apollo 1995. Brown também refez a canção para seu álbum de 1992 Universal James com o título de "Make It Funky 2000".
O rapper Ice-T sampleou "Make It Funky" em uma canção com o mesmo nome em seu álbum de 1987 Rhyme Pays.
Em 2005, a linha de baixo de todas as quatro partes foi classificada como número 2 na lista da Stylus Magazine das "Top 50 Basslines of All Time". A sessão de estúdio completa com 12:46 minutos de duração foi incluída na compilação Make It Funky – The Big Payback: 1971–1975.

## Músicos
- James Brown - vocais, órgão

com os The J.B.'s:
- Jerone "Jasaan" Sanford - trompete, vocais
- Russell Crimes - trompete, vocais
- Fred Wesley - trompete, vocais
- St. Clair Pinckney - saxofone tenor, vocais
- Hearlon "Cheese" Martin - guitarra, vocais
- Robert Coleman - guitarra, vocais
- Fred Thomas - baixo, vocais
- John "Jabo" Starks - bateria, vocais
- Bobby Byrd - vocais
- Martha Harvin - vocais